# Şahin Kendirci
Şahin Kendirci (* 14. Februar 2002 in Adana) ist ein türkischer Schauspieler und Musiker.

## Leben und Karriere
Kendirci wurde am 14. Februar 2002 in Adana geboren. Seine Familie stammt ursprünglich aus Şanlıurfa. Er gewann 2014 den Wettbewerb O Ses Çocuk. Anschließend war er 2015 in dem Film Bana Masal Anlatma zu sehen. 2016 brachte er das Album Kül Olursun heraus. Außerdem wirkte er 2018 in Müslüm mit.
Unter anderem wurde Kendirci 2019 für die Fernsehserie Şampiyon gecastet. Außerdem trat er 2021 in der Serie Tozkoparan İskender auf. Unter anderem setzte er 2022 seine Karriere in Mahalleden Arkadaşlar fort. 2023 bekam Kendirci in dem Film Nefes: Yer Eksi İki eine Hauptrolle.

## Filmografie
Filme
- 2015: Bana Masal Anlatma
- 2018: Müslüm
- 2022: Mahalleden Arkadaşlar
- 2023: Nefes: Yer Eksi İki

Serien
- 2019: Şampiyon
- 2021: Tozkoparan İskender

Sendung
- 2013: Yetenek Sizsiniz Türkiye
- 2014: O Ses Çocuklar

## Diskografie

### EPs
- 2018: Adana'ya Gel Gidek

### Singles
- 2016: Kül Olursun
- 2018: Adana'ya Gel Gidek
- 2018: Sen Yanlış Yaptın
- 2018: Aldanma Çocuksu Mahsun Yüzüne
- 2019: Sevda Yüklü Kervanlar
- 2020: Nasıl İstersin
- 2021: Senin İmzan Var
- 2021: Heye Kardaş
- 2022: Tavukları Pişirmişem (mit Büşra Pekin)
- 2023: Sevenler Anlar